# Preventorio de La Sabinosa (Tarragona)
El Preventorio de La Sabinosa es un complejo de edificios ubicado entre las playas de la Rabasada y la Sabinosa en Tarragona. Su construcción comenzó en 1928, bajo el diseño del arquitecto Francesc Monravà i Soler y fue inaugurado en 1932. Funcionó como preventorio antituberculoso para niños desde ese año hasta 1936, año en el que fue convertido en hospital de sangre para atender a los heridos del bando republicano que habían participado en la Batalla del Ebro. Posteriormente volvió a funcionar como preventorio antituberculoso desde 1946 hasta 1967. Después de su cierre como preventorio en 1967, el complejo de edificios quedó destinado como refugio de personas en caso de emergencia o para atender a un gran número de enfermos en caso de que los hospitales quedaran desbordados de pacientes. Durante finales de la década de 1960 acogió a los niños de Valencia que se habían visto afectados por las inundaciones en aquella ciudad y posteriormente durante varios años de la década de 1970 a las personas que habían perdido sus casas a causa del desbordamiento del Río Francolí. Finalmente, el complejo de edificios fue cerrado en 1976. En la actualidad se encuentra en estado de abandono.

## Historia
Los terrenos donde se encuentra actualmente el preventorio, fueron donados por Llucià Schmid i Vilardaga a la Casa de la Beneficencia de la Diputación de Tarragona, como así dispuso en su testamento, redactado el 9 de febrero de 1911, dos días antes de morir. Los terrenos incluían cinco fincas que se encontraban sobre una península rocosa entre las playas de la Rabasada y la Sabinosa. En 1920, los terrenos fueron cercados. En 1927 fue aprobado el proyecto del arquitecto Francesc Monravà i Soler por parte de la Diputación de Tarragona. La construcción comenzó en 1928 y el preventorio fue inaugurado en 1932. Durante cuatro años funcionó como preventorio antituberculoso hasta el comienzo de la guerra civil, cuando fue convertido en hospital de sangre, acogiendo a los heridos del bando republicano en la Batalla del Ebro. A día de hoy se pueden encontrar dos de los búnkeres construidos durante la guerra civil en los acantilados que rodean al preventorio. En 1941 fue abandonado y no fue hasta 1946 cuando volvió a funcionar como preventorio antituberculoso de nuevo. Durante 21 años, llegaron al Preventorio de La Sabinosa centenares de niños sanos desde diferentes regiones de España para evitar el contagio a la tuberculosis, enfermedad que mataba en aquellos momentos a miles de personas en el país.
En 1967, Francisco Franco ordenó el cierre del preventorio, debido en parte a que la tuberculosis era una enfermedad que se encontraba erradicada. Durante finales de los años 60 acogió a los niños valencianos afectados por las inundaciones de Valencia y durante la primera y parte de la segunda mitad de los años 70 el preventorio se convirtió en un lugar de acogida a las personas afectadas por el desbordamiento del río Francolí, se construyeron barracones alrededor del preventorio a modo de viviendas hasta que fueron trasladados al barrio de La Esperanza de Tarragona. En 1976, el preventorio fue cerrado definitivamente.

## Características del complejo de edificios
El preventorio de la Sabinosa estaba formado por dos enfermerías, un pabellón de ingresos, un pabellón central, cuatro colonias escolares, un comedor, un depósito de cadáveres y una portería. La enfermería estaba formada por una terraza, tres dormitorios y varias habitaciones, el pabellón de ingresos estaba formado por dos dormitorios de cuatro plazas, un comedor en estos dos dormitorios y una sección de hidroterapia, el pabellón central estaba formado por los servicios de alimentación, una cocina, una sala de máquinas, una sala de desinfección, una guardería, un ropero y una sala de hidroterapia, cada colonia escolar contaba con cuatro dormitorios dispuestos en dos alas, un lugar cubierto para resguardarse, una sala de hidroterapia y una enfermería, el comedor estaba formado además de lugares comunes del preventorio, como una capilla y un lugar cubierto de recreo para los niños, el depósito de cadáveres se encontraba a la entrada del complejo, estaba formado por una sala de autopsias, un laboratorio, un vestuario y unos lavabos y tenía una capacidad máxima de cuatro cadáveres, la portería, situada cerca de la entrada, tenía una capacidad máxima para acoger a una familia. En total la parcela sobre la que se asienta el complejo de la Sabinosa tiene 77.000 metros cuadrados.

## Futuro del complejo de la Sabinosa
En febrero de 2013, la Diputación de Tarragona y el ayuntamiento comenzaron a iniciar la descatalogación de la finca de La Sabinosa, para impulsar un proyecto que tendrá una clara voluntad de servicio público. El 20 de diciembre de 2013, el Ayuntamiento de Tarragona, la diputación y el colegio de arquitectos firmaron un protocolo que permitirá la futura explotación de La Sabinosa. En marzo de 2015, la Diputación de Tarragona, el Ayuntamiento y el Colegio Oficial de Arquitectos de Cataluña aprobaron los trámites para iniciar la descatalogación de La Sabinosa.

## Testimonios de maltrato en el preventorio
Durante septiembre y octubre de 2012 numerosos medios se hicieron eco de casos de maltrato en preventorios españoles, entre los que aparecía la Sabinosa, muchos de los antiguos internos que pasaron por allí relataban vejaciones tales como palizas por parte de las cuidadoras, obligación por parte de las cuidadoras a los niños a comerse su propio vómito y pinchazos con tijeras en las yemas de los dedos, además de censurar las cartas que los internos les escribían a los padres contándoles estos hechos, entre otras.